# Diocese de Dourados
A Diocese de Dourados (em latim: Dioecesis Auratopolitanus) é uma circunscrição eclesiástica da Igreja Católica situada em Dourados, no estado brasileiro de Mato Grosso do Sul. Foi erigida pelo Papa São Pio X em 15 de junho de 1957, através da bula papal Inter Gravissima, seguindo o rito romano.
Atualmente a diocese abrange um total de 18 cidades divididos em 5 foranias. Até 1957, em todo o Estado do Mato Grosso do Sul, que naquela época fazia parte do Mato Grosso, havia uma só diocese, a de Corumbá. Anteriormente era vinculada e sufragânea da Arquidiocese de Cuiabá. A diocese está hoje na dependência imediata da Arquidiocese de Campo Grande (unidade arquidiocesana desmembrada de Corumbá). Desde 2015, o bispo de Dourados é o prelado brasileiro Dom Henrique Aparecido de Lima.
Apoiada pelas comunidades religiosas presentes em Dourados, a diocese possui uma vasta rede de serviços de assistência social e de educação. A Diocese de Dourados tem o Sagrado Coração de Jesus como padroeiro.

## História
Com o crescimento demográfico das regiões de Campo Grande e Dourados, fez-se necessário a criação de novas dioceses, e o então bispo de Corumbá, Dom Orlando Chaves, tratou de encaminhar a Anunciatura do Brasil e, por esta, a Santa Sé, o projeto de duas novas dioceses para atenderem as respectivas cidades a serem desmembrados da de Corumbá.
Após longas analises referentes aos mencionados projetos, foram estes aprovados pela Santa Sé, e no dia 15 de junho de 1957 criou-se as Dioceses de Campo Grande e Dourados. Foi nomeado, em 23 de janeiro de 1958, o primeiro Bispo de Dourados o Monsenhor José de Aquino Pereira, do clero secular da Diocese de São Carlos (São Paulo). Em 13 de abril de 1958, na Catedral de São Carlos, Dom José de Aquino Pereira foi ordenado Bispo e em 26 de maio do mesmo ano se realizou a instalação da nova Diocese e a solene posse do seu primeiro bispo. A festa foi de um esplendor extraordinário. A posse se realizou na frente da antiga Igreja Matriz de Dourados, que se tornou, com a criação do bispado, a Pró-Catedral. O então novo bispo de Cuiabá, Dom Orlando Chaves, representou o Núncio Apostólico e deu posse a Dom José de Aquino, em presença de Dom Ladislau Paz, bispo de Corumbá, pelo clero da Diocese e muitos outros padres, autoridades e numerosa quantidade da população local.

### Diocese de Naviraí
Por causa das grandes distâncias longitudinais do território abrangido pela Diocese, Dom Redovino vendo a necessidade de um melhor atendimento à todos fiéis e comunidades, enviou à Santa Sé em 2008 o pedido de criação da Diocese de Naviraí, sendo o processo foi aprovado pelo Papa Bento XVI em 2010 e anunciada a ereção da nova diocese em 1 de junho de 2011.

## Bispos
Bispos da diocese:
|                    | Nome                                | Período      | Notas                                |
| Bispos             | Bispos                              | Bispos       | Bispos                               |
| ------------------ | ----------------------------------- | ------------ | ------------------------------------ |
| 6°                 | Henrique Aparecido de Lima, C.Ss.R. | 2016 - atual |                                      |
| 5º                 | Redovino Rizzardo, C.S.             | 2001 - 2015  |                                      |
| 4º                 | Alberto Johannes Först ,O.Carm.     | 1990 - 2001  |                                      |
| 3º                 | Teodardo Leitz, O.F.M.              | 1970 - 1990  |                                      |
| 2º                 | Carlos Schmitt, O.F.M.              | 1960 - 1970  |                                      |
| 1º                 | José de Aquino Pereira              | 1958 - 1960  | Nomeado Bispo de Presidente Prudente |
| Bispos-coadjutores |                                     |              |                                      |
|                    | Redovino Rizzardo, C.S.             | 2001         |                                      |
|                    | Alberto Johannes Först ,O.Carm.     | 1988 - 1990  |                                      |

## Território
A Diocese de Dourados compreende 17 municípios do Sul do Estado de Mato Grosso do Sul, no Brasil. O território desta Diocese é subdividido em 30 paróquias - quinze delas na cidade de Dourados - agrupadas em Foranias, abaixo relacionadas junto aos respectivos Forania e município:

### Foranias de Dourados
Dourados Leste
- São Francisco
- São Carlos
- Nossa Senhora de Fátima
- Santa Teresinha
- Santo André
- Rainha dos Apóstolos
- Santo Elias
- Nossa Senhora do Carmo
- São Pedro Apóstolo / Santuário Nossa Senhora Aparecida (Distrito de São Pedro)

Dourados Oeste
- Catedral Nossa Senhora da Imaculada Conceição
- São José Operário
- Bom Jesus
- Sagrado Coração de Jesus
- São João Batista
- Nossa Senhora Aparecida

### Forania de Rio Brilhante
Rio Brilhante
- Divino Espírito Santo

Maracaju
- Nossa Senhora Aparecida
- Nossa Senhora Auxiliadora

Nova Alvorada do Sul
- São Cristóvão

Itaporã
- São José

Douradina
- Nossa Senhora Aparecida

### Forania de Fátima do Sul
Fátima do Sul
- Nossa Senhora de Fátima

Distrito de Indápolis (Dourados)
- Nossa Senhora Auxiliadora

Vicentina
- Nossa Senhora Rainha dos Apóstolos

Deodápolis
- Nossa Senhora Aparecida

Glória de Dourados
- Nossa Senhora da Glória

### Forania de Ponta Porã
Ponta Porã
- São José
- Divino Espírito Santo
- São Vicente de Paulo
- Jesus Misericordioso e Santa Faustina (Distrito de Itamaraty)

Antônio João
- Nossa Senhora do Perpétuo Socorro

Laguna Caarapã
- Cristo Rei

### Forania de Amambai
Amambai
- Nossa Senhora Auxiliadora

Aral Moreira
- Nossa Senhora Aparecida

Caarapó
- Senhor Bom Jesus

Coronel Sapucaia
- Imaculada Conceição

## Estatística
A diocese conta com uma população de 581 mil e contava com 392 mil católicos, ou 67% do total.

## Procissões
Anualmente, a Diocese organiza 2 grandes e tradicionais procissões anuais:
- a Festa de Nossa Senhora da Imaculada Conceição, dia 8 de dezembro, comemora-se em Dourados, a Festa de Festa de Nossa Senhora da Imaculada Conceição, padroeira da cidade. Nesse dia é feriado municipal.
- a Festa de Nossa Senhora de Caacupé,  também comemorado dia 8 de dezembro, a Festa de Nossa Senhora de Caacupé, padroeira da República do Paraguai.

Estas procissões são as mais importantes expressões públicas de piedade popular local, sendo participadas por várias centenas de católicos devotos. Alguns destes católicos vivem fora de Dourados e visitam esta cidade especialmente para participarem nestas procissões, e conhecerem a religiosidade católica local, espelhada quer nas procissões, quer nas igrejas de Dourados.